# رقعة شطرنج

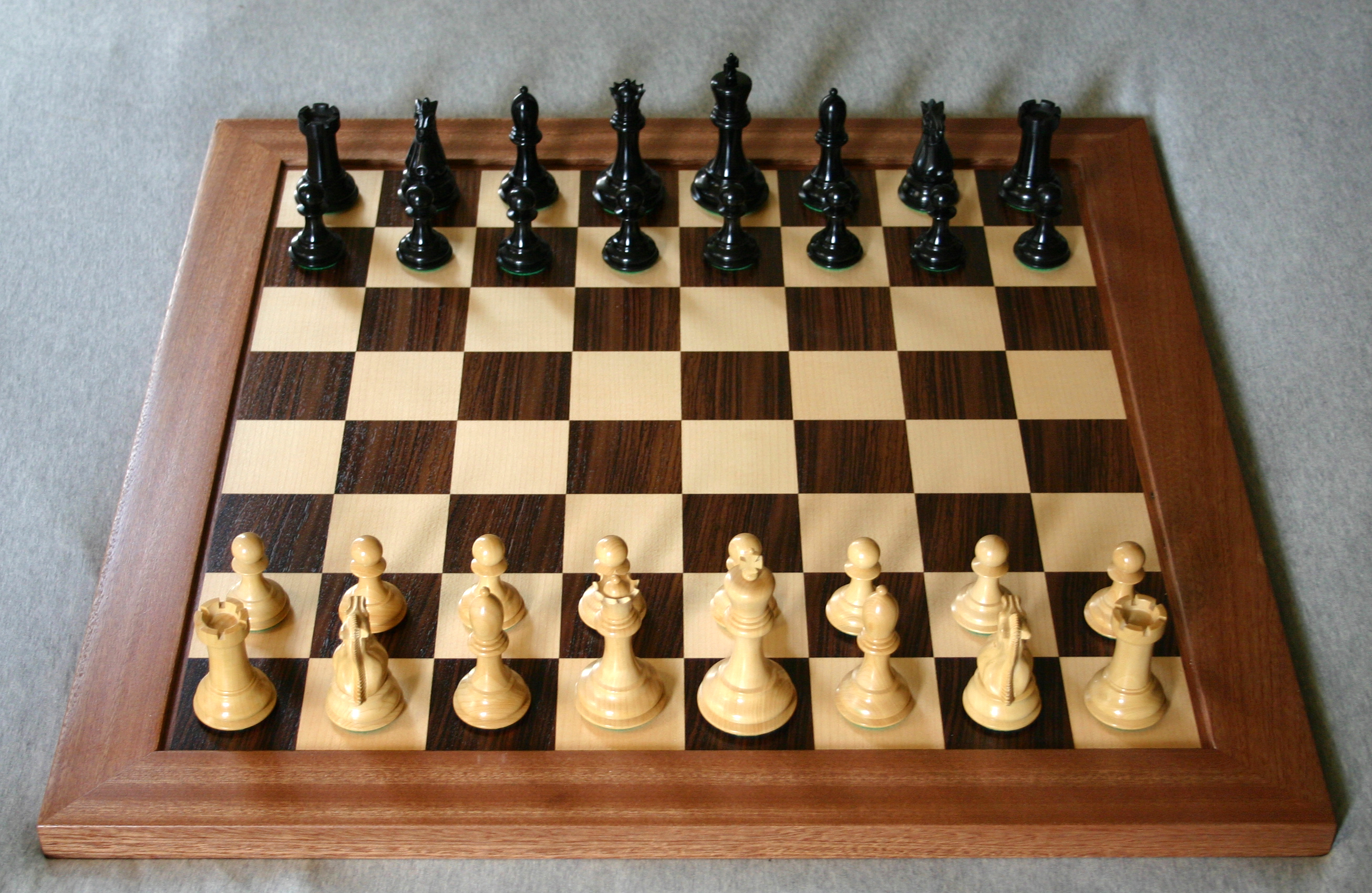
رقعة شطرنج قياسية مع قطع شطرنج ستونتن.

رقعة الشطرنج هي أحد معدات ممارسة لعبة الشطرنج التي توضع عليها قطع الشطرنج وتتم فيها المبارة، في الغالب هي عبارة عن قطعة مربعة الشكل تتميز بنمط شبكي بلونين مترادفين في مربعاتها، وهي مصنوعة في العادة من الخشب أو البلاستيك لكن يمكن أن نجد رقعا أخرى من مواد مختلفة مثل الجلد، الرخام، العاج، الزجاج أو المعـدن.
تقسّـم رقعة الشطرنج إلى ثمانية أجزاء عمودية تسمى أعمدة وثمانية أجزاء أفقية تسمى صفوف وهو ما يشكل 64 جزءا صغيرا تدعـى مربعات، في بعض النماذج الأخرى من رقع الشطرنج يمكن أن تصل المربعات إلى 912 مربع، امتداد المربعات المتجاورة من نفس اللون يدعى قطر أي بمجموع 15 قطر، لكل مربع مُـعرِّف خاص يستخدم في التأشير الجبري أو الوصفي أو الرقمي.
ممارسة الشطرنج تتطلب رقعة واحدة لاستخدامها في المباراة غير أنه توجد متغيرات شطرنج تستخدم من 2 إلى 64 رقعة، نظريا الرقعة محدودة بزوايها وبحواف المربعات الجانبية لكن توجد رقع حلقية وأسطوانية الشكل لا توجد بها حدود زاوية أو حواف مربعة الشكل، كما يتم استخدام بعض الرقع ثلاثية وسداسية الأبعاد فـي ممارسة اللعبة كذلك.

## التاريخ والتطور
عرفت رقـع الشطرنج منذ القدم؛ إذ يعود أقدم تاريخ لظهورها في رسومات مصطبة إلى الحقبة المصرية الأولى والثالثة (3100-2700 قبل الميلاد) 